# Pártos
A Pártos régi magyar családnév. Jellemnév, melynek jelentése nyughatatlan, pártoskodó, lázító lehet.

## Híres Pártos nevű személyek
- Pártos Béla (1844–1905) magyar ügyvéd, közíró, országgyűlési képviselő
- Pártos Csilla (1967) magyar televíziós műsorvezető, táncos-koreográfus, jelmeztervező
- Pártos Erzsi (1907–2000) magyar színésznő
- Pártos Géza (1917–2003) magyar rendező, tanár
- Pártos Gyula (1845–1916) magyar építész
- Pártos Jenő (1896–1963) magyar író, dalszövegíró, zeneszerző
- Pártos Ödön (1907–1977) magyar brácsaművész, zeneszerző, egyetemi tanár